# Jean Rolin
Ne doit pas être confondu avec Jean Rollin.
Pour les articles homonymes, voir Jean Rolin (homonymie) et Rolin.

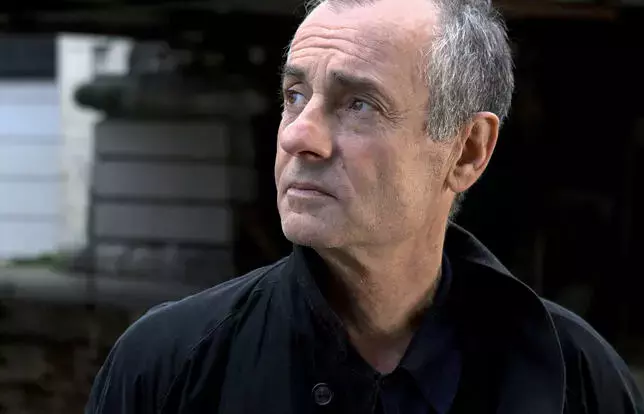
Jean Rolin @ Helene Bamberger. Ed. POL

Jean Rolin, né le 14 juin 1949 à Boulogne-Billancourt, est un écrivain et journaliste français.

## Biographie
Fils d'un médecin militaire, Jean Rolin grandit entre la Bretagne (à Dinard), le Congo (à Léopoldville) et le Sénégal (à Dakar). De retour à Paris au milieu des années 1960, il est élève au lycée Louis-le-Grand. Étudiant, il s'investit — comme son frère Olivier, de deux ans son aîné — dans la Gauche Prolétarienne, et s'"établit" à la fin des années soixante comme ouvrier dans différentes entreprises de Saint-Nazaire comme il le raconte dans son livre L’Organisation (prix Médicis), 1996. 
À partir de 1980, il est l'auteur de romans, de récits de voyage, de chroniques, et développe parallèlement une activité de reporter, entre autres pour Libération, Le Figaro, L'Événement du jeudi, Lui, Le Monde, et L'autre journal. Rolin a fait de son souci de précision documentaire l'outil d'une forme littéraire très sobre, à la première personne du singulier. Il est par ailleurs un grand admirateur de l'écriture de Marcel Proust et de celles de Louis-Ferdinand Céline, de Raymond Queneau et Pierre Mac Orlan. 
Depuis 2008, Jean Rolin fait partie des Écrivains de marine. 

## Œuvres

### Romans et récits
- 1980 : Chemins d’eau ;
- 1982 : Journal de Gand aux Aléoutiennes (prix Roger-Nimier) ;
- 1983 : L’Or du scaphandrier ;
- 1984 : L’Avis des bêtes (prix Broquette-Gonin) ;
- 1988 : La Ligne de Front (prix Albert-Londres et prix Valery-Larbaud) ;
- 1989 : La Frontière belge ;
- 1994 : Cyrille et Méthode ;
- 1994 : Joséphine ;
- 1995 : Zones ;
- 1996 : L’Organisation (prix Médicis) ;
- 1999 : Traverses ;
- 2000 : Campagnes (prix Louis-Guilloux) ;
- 2001 : La Clôture (Prix Jean-Freustié) [7];
- 2003 : Chrétiens ;
- 2005 : Terminal Frigo ;
- 2007 : L’Explosion de la durite ;
- 2009 : Un chien mort après lui ;
- 2011 : Le Ravissement de Britney Spears ;
- 2011 : L'Albatros est un chasseur solitaire [8];
- 2013 : Ormuz ;
- 2015 : Les Événements ;
- 2015 : Savannah ;
- 2016 : Peleliu ;
- 2018 : Le Traquet kurde (prix Alexandre-Vialatte) ;
- 2019 : Crac ;
- 2020 : Le Pont de Bezons (prix Joseph-Kessel, Prix Pierre Mac Orlan) ;
- 2022 : La Traversée de Bondoufle ;
- 2024 : Les Papillons du bagne ;
- 2025 : Tous passaient sans effroi.

### Recueils d'articles et essais
- 1986 : Vu sur la mer ;
- 1998 : C’était juste cinq heures du soir (avec des photographies de Jean-Christian Bourcart) ;
- 2002 : Dingos suivi de Cherbourg-Est/cherbourg-Ouest ;
- 2006 : L’Homme qui a vu l’ours ;
- 2011 : L'Aventure (avec des photographies d'Isabelle Gil) ;
- 2012 : Dinard: Essai d'autobiographie immobilière (avec des photographies de Kate Barry).

## Décoration
- Chevalier de l'ordre du Mérite maritime (2024)[9]